# Turčianske Kľačany
Turčianske Kľačany és un poble i municipi d'Eslovàquia que es troba a la regió de Žilina, al centre-nord del país.

## Demografia
| Godina             | 1994 | 2004   | 2014    | 2024    |
| ------------------ | ---- | ------ | ------- | ------- |
| Nombre de persones | 809  | 842    | 933     | 1053    |
| Diferència         |      | +4,07% | +10,80% | +12,86% |

| Godina             | 2023 | 2024   |
| ------------------ | ---- | ------ |
| Nombre de persones | 1049 | 1053   |
| Diferència         |      | +0,38% |